# Azurlök
Azurlök (Allium caeruleum) är en växtart i släktet lökar och familjen amaryllisväxter. Arten beskrevs först av Peter Simon Pallas.

## Beskrivning
Azurlöken blir omkring 45–60 centimeter hög. Den har 5–8 centimeter breda, runda blomställningar med himmelsblå blommor, som blommar under försommaren och midsommar.

## Utbredning
Arten växer vilt i Centralasien, från Volga i Ryssland till Xinjiang i nordvästra Kina. Den förekommer tillfälligt i Sverige, men reproducerar sig inte.

## Namnförvirring
Det vetenskapliga namnet Allium caeruleum har även använts om två andra arter:
- A. caeruleum Stschegl. är en synonym till A. caesium
- A. caeruleum Wall. är en synonym till A. wallichii